# Zagor priča
Zagor priča je 55. epizoda Zagora objavljena u Lunov magnus stripu #99 u izdanju Dnevnika iz Novog Sada. Na kioscima u bivšoj Jugoslaviji se premijerno pojavila 1974. godine. Koštala je 5 dinara. Imala je 96 strana. Ovo je prvi nastavak duže epizode koje se nastavila u #100 pod nazivom Gospodar Darkvuda.

## Originalna epizoda
Ova epizoda objavljena je premijerno u Italiji u svesci pod nazivom Zagor racconta u #55 regularne edicije Zagora u izdanju Bonelija 1. januara 1970. god. Epizodu je nacrtao Galijeno Feri, a scenario napisao Gvido Nolita. Naslovnicu je nacrtao Galijeno Feri. Koštala je 200 lira.

## Kratak sadržaj
Čiko u kolibi slučajno nalazi sliku na kojoj se nalaze Zagorovi otac i majka. To podstiče Zagora da mu ispriča svoje detinjstvo. Njegovi otac i majka (Mike i Betty Wilding, poreklom iz Irske) nastanili su blizu potoka Clear Water, koji se uliva u reku Ohajo. Zagor je imao oko 10-12 godina i skoro bezbrižno detinjstvo. Mnogo voleo oca i majku. Jednog dana pojavljuje se grupa indijaca Abenaki predvođena sveštenikom po imenu Salomon Kinski. Indijanci ubijaju Zagorove roditelje, ali se Zagor spašava. (Otac ga je bacio u reku pre nego što su ih indijanci ubili.) Reka nosi Zagora sve dok ne nailazi na lutalicu Ficija (Wandering Fitzy), koji ga spašava. Zagor i Fici se vraćaju na zgarište da sahrane roditelje. Na grobu, Zagor se zaklinje da će ih osvetiti.
Zagor i Fici nastavljaju da žive zajedno, tražeći po Srednje-istočnoj Americi, sve dok ga nisu pronašli na istočnoj obali jezera Ontario. Zagor ubija celo indijansko pleme i suočava se sa Salomonom od koga saznaje strašnu istinu. Salomon objašnjava da je njegov otac predvodio vojnu ekspediciju koja je pobila čitavo indijansko selo, te da je ubistvo njegovih roditelja bila odmazda za počinjen zločin. Zagor u kolibi nalazi i novine iz tog doba koji potvrđuju da Salomon govori istinu. Nakon ovog događaja, Zagor se obavezuje da će boriti za pravdu i pomirenje između Indijanaca i Amerikanaca.

### Zagorovo ime
U ovoj epizodi se ne pominje Zagorovo ime. Tek kasnije, u epizodi Legenda o Skitnici Fitziju saznajemo da mu je ime Patrik.

### Zagorov karakter
„Ovde imamo jednog surovog Zagora, koji nemilosrdno ubija, koji je vođen mržnjom, i koji zapada u jedno psihičko rastrojstvo, mučen grižnjom savesti. Zatim počinje drugi deo, odluka o iskupljenju i svojevrsnom samozvanom mesijanstvu.“

## Prethodna i naredna epizoda Zagora u LMS
Prethodna sveska Zagora u Lunov magnus stripu (LMS) nosila je naziv Novogodišnja noć (#98), a naredna Gospodar Darkvuda (#100).
U vreme premijernog pojavljivanja ove epizode u bivšoj Jugoslaviji, Zagor je redovno izlazio u LMS. Poslednja epizoda Zagora u LMS izašla je 1974. godine u #127 da bi ustupio mesto Velikom Bleku čija se prva epizoda pojavljuje u #128. (Od 1975. godine (#247), Zagor počinje da redovno izlazi u Zlatnoj seriji, iako je i ranije izlazio sporadično u u periodu 1969-1971)

## Ostale epizode o Zagorovoj prošlosti
Pre pojavljiivanja šest remake epizoda, izašle su još neke epizode u kojima se obrađuje Zagorovo detinjstvo. To su Legenda o Skitnici Fitzyju, Pravda Skitnice Ficija, Darkwood godine nulte i Priča o Betty Wilding.

## Tržišna vrednost na epizode
Ova epizoda je jedna od najtraženijih klasika i na srpskom tržištu stripova dostiže cenu od 12.000-25.000 dinara (100-220 evra).

## Reprize u Srbiji i Hrvatskoj
Ova epizoda doživela je više repriza u Srbiji i Hrvatskoj. U Srbiji je reprizirana u ediciji Biblioteka Zagor #18 u izdanju Veselog četvrtka 20.8.2012. godine. Drugi put je reprizirana u novoj Zlatnoj seriji #50, koja je izašla 5. oktobra 2023. god.

## Duh sa sekirom (remake)
Veseli četvrtak je u 2. decembra 2021. objavio kolekcionarsko izdanje šest kraćih epizoda pod nazivom Duh sa sekirom. U ovim epizodama urađen je remake epizoda Zagor priča i Gospodar Darkvuda. U samoj epizodi je uočeno dosta nelogičnosti i praznina koje su u ovom izdanju popravljene i popunjene. Zagorovo detinjstvo je prikazano sa većim brojem detalja, koji nisu bili poznati u originalnom izdanju iz 1970. godine. Svaku epizodu nacrtao je drugi crtač, a scenario je napisao Moreno Buratini. Epizode su u Italiji originalno objavljene 2019. godine u ediciji Le origini.